# Cilnia chopardi
Cilnia chopardi es una especie de mantis de la familia Mantidae.

## Distribución geográfica
Se encuentra en Botsuana, Mozambique, Namibia,  Zululandia, Natal (Sudáfrica).